# Judy Kibinge
Judy Kibinge (Nairobi, 1967) è una regista keniana.

## Biografia
Nata a Nairobi in Kenya nel 1967, partì per gli Stati Uniti d'America quando aveva due anni.

## Filmografia
- Dangerous Affair (2002)
- Project Daddy (2004)
- Coming of Age - cortometraggio (2008)
- Something Necessary (2013)
- Scarred: The Anatomy of a Massacre - documentario (2015)